# Les Crimes du futur
Pour les articles homonymes, voir Crimes of the Future.
Pour plus de détails, voir Fiche technique et Distribution.
Les Crimes du futur (Crimes of the Future) est un film de science-fiction canado-grec écrit et réalisé par David Cronenberg, sorti en 2022.
Bien qu'il porte le même titre que l'un de ses premiers films sorti en 1970, il n'a aucun lien avec ce dernier. Le titre est inspiré d'un article écrit par le héros du roman Faim, de Knut Hamsun. Le film est présenté en avant-première en compétition officielle au festival de Cannes 2022.

## Synopsis
Dans un futur proche, « triste et chaotique », le corps humain est l'objet de transformations et de mutations nouvelles.
Avec la complicité de sa partenaire Caprice (Léa Seydoux), Saul Tenser (Viggo Mortensen), célèbre artiste « performeur », met en scène la métamorphose de ses organes dans des spectacles d'avant-garde,. Timlin (Kristen Stewart), une enquêtrice du Bureau du Registre National des Organes, suit de près leurs pratiques. C'est alors qu’un groupe mystérieux, mené par Lang Dotrice (Scott Speedman) se manifeste : ils veulent profiter de la notoriété de Saul pour révéler au monde la prochaine étape de l’évolution humaine.

## Fiche technique
Sauf indication contraire, les informations mentionnées dans cette section peuvent être confirmées par la base de données cinématographiques IMDb,  présente dans la section « Liens externes ».
- Titre original : Crimes of the Future
- Titre français : Les Crimes du futur
- Réalisation et scénario : David Cronenberg
- Musique : Howard Shore
- Direction artistique : Dimitris Katsikis
- Décors : Carol Spier
- Costumes : Mayou Trikerioti
- Photographie : Douglas Koch
- Production : Robert Lantos, Panos Papahadzis et Steve Solomos
- Production déléguée : Christelle Conan, Victor Hadida, Joe Iacono, Victor Loewy, Thorsten Schumacher, Aida Tannyan et Peter Touche
- Sociétés de production : Argonauts, Davis Films et Serendipity Point Films, avec la participation de Téléfilm Canada, Ingenious Film Partners, Bell Média et CBC
- Sociétés de distribution : MK2/Mile End (Canada), Metropolitan Filmexport (France), Argonauts (Grèce)
- Pays de production :  Canada /  Grèce
- Langue originale : anglais
- Format : couleur
- Genre : science-fiction, thriller horrifique
- Durée : 107 minutes
- Date de sortie :
  - France : 23 mai 2022 (Festival de Cannes)[6] ; 25 mai 2022 (sortie nationale)
  - Canada : 3 juin 2022
- Public :
  - France : Interdit aux moins de 12 ans lors de sa sortie

## Distribution
- Viggo Mortensen (VF et VQ : Bernard Gabay) : Saul Tenser
- Léa Seydoux (VF et VQ : elle-même) : Caprice
- Kristen Stewart (VF et VQ : Noémie Orphelin) : Timlin
- Scott Speedman (VF : Jean-Pierre Michaël ; VQ : Nicolas Charbonneaux-Collombet) : Lang Dotrice
- Don McKellar (VF : Laurent Natrella ; VQ : François Sasseville) : Wippet
- Welket Bungué (de) (VF : Baptiste Marc ; VQ : Fayolle Jean Jr.) : l'inspecteur Cope
- Lihi Kornowski (he) (VF : Cassandre Vittu de Kerraoul ; VQ : Sofia Blondin) : Djuna Dotrice
- Tanaya Beatty (VF : Margot Faure ; VQ : Éveline Gélinas) : Berst
- Nadia Litz (en) (VF : Edwige Lemoine ; VQ : Anne-Marie Levasseur) : Dani Router
- Yorgos Karamichos (el) : Brent Boss
- Yorgos Pirpassopoulos (el) (VF : Yann Guillemot ; VQ : Christian Perrault) : Dr Nasatir
- Penelope Tsilika (el) : la femme du spa
- Denise Capezza (it) (VF : Patricia Spehar ; VQ : Véronique Marchand) : Odile
- Sozos Sotiris : Brecken
- Jason Bitter : Tarr
- Ephie Kantza (VF : Laure Sagols) : Adrienne Berseau

 Source et légende : version française (VF) sur RS Doublage ; version québécoise (VQ) sur Doublage.qc.ca

## Production
Le scénario date de deux décennies mais le projet éclot dans les années 2020.
Dans une interview publiée en février 2021, Viggo Mortensen révèle qu'il va à nouveau travailler avec David Cronenberg, avec lequel il a tourné trois films : A History of Violence (2005), Les Promesses de l'ombre (2007) et A Dangerous Method (2011). L'acteur déclare : « Oui, nous avons quelque chose en tête. C'est quelque chose qu'il a écrit il y a longtemps, et il ne l'a jamais fait. Maintenant, il l'a affiné et il veut le tourner. Espérons que ce sera cet été que nous tournerons. Je dirais, sans raconter l'histoire, il retourne peut-être un peu à ses origines ». Le cinéaste canadien n'avait plus réalisé de film depuis Maps to the Stars (2014).
En avril de la même année, Léa Seydoux et Kristen Stewart sont annoncées. En août, Scott Speedman, Don McKellar, Tanaya Beatty, Yorgos Karamichos (el), Nadia Litz (en) et Yorgos Pirpassopoulos (el) rejoignent eux aussi la distribution.
Le tournage débute le 2 août 2021, et doit durer jusqu'à mi-septembre, à Athènes,,,,,. Il se déroule également au Pirée.

## Accueil

### Critique
En France, le site Allociné recense une moyenne des critiques presse de 3,6⁄5. L'Obs apporte trois étoiles sur quatre.

### Box-office
Le jour de sa sortie en France, le film se classe en 3e position du box-office des nouveautés avec 9 301 entrées pour 281 copies. Ce score s'explique en partie par la sortie le même jour de Top Gun: Maverick, réalisant 320 887 entrées et se classant en 1re position.

## Distinction

### Sélection
- Festival de Cannes 2022 : sélection officielle, en compétition

### Documentation
- Dossier de presse Les Crimes du futur